# Paruline de Kirtland
Setophaga kirtlandii
Espèce
Statut de conservation UICN

 NT  : Quasi menacé
La Paruline de Kirtland (Setophaga kirtlandii, anciennement Dendroica kirtlandii) est une espèce de passereaux de la famille des Parulidae.

## Répartition

zone de nidification
zone d'hivernage